# Elsa (Disney)
Kraljica Elsa od Arendella (eng. Queen Elsa of Arendelle) je izmišljeni lik koji se pojavljuje 53. Disneyjevom klasiku Snježno kraljevstvo iz 2013. godine. U izvornoj engleskoj verziji glas joj je posudila Broadwayska glumica i pjevačica Idina Menzel, dok su joj u sinkroniziranoj hrvatskoj glas posudile Kristina Krepela (dijalog) i Nataša Mirković (ex. Belošević) (vokal). Stvorio ju je redatelj Snježnog kraljevstva Christian Buck, a njezin lik se temelji na liku Snježne kraljice iz istoimene bajke Hansa Christiana Andersena.
Disneyjevom prilagodbom stvorena je kao princeza izmišljenog skandinavskog kraljevstva Arendella, nasljednica vladarskog prijestolja i starija sestra princeze Anne. Elsa ima čarobnu sposobnost stvaranja i manipuliranja snijegom i ledom. Nakon što je u mladosti slučajno ozlijedila Annu, dok su se igrale, roditelji su je odlućili privremeno izolirali od ostatka ljudi, u nadi da u miru naući kontrolirati moći i kako ne bi nekome slučajno naudila. Na dan krunidbe, kad se dveri otvaraju i krunidba prođe bez problema, Elsa odbije dati Anni i princu Hansu blagoslov za brak. Nakon što se ona i Anna posvađaju Elsa bježi na Sjevernu goru, gdje gradi svoj vlastit dvorac od leda i živi u miru, daleko i izolirana od svih. Tijekom cijelog filma je vrlo napeta i bori se sa samom sobom, kako bi naučila kontrolirati svoje moći. Tek kad na kraju filma svojom ljubavlju odmrzne Annino zaleđeno srce i otkrije da samo pomoću ljubavi može kontrolirati svoje strahove i moći, odleđuje zaleđeni Arendell i pomirivši se s Annom obeća da više nikada ne će zatvarati dveri.
Iako je izvorna Snježna kraljica nautralnog i hladnog karaktera i u bajci negativac, pri adaptaciji filma prikazana je kao dobroćudna i strašljiva starija sestra koja svojom izolacijom želi zaštiti druge od svojih posrnulih moći koje ne može kontrolirati. Nakon što su Christian Buck i Jennifer Lee odlučile da su Anna i Elsa sestre, odustalo se od prijašnjih ideja da Elsa bude negativac, nego su joj se počele pripisivati suosjećajnost i neshvaćenost.
Elsin lik je najviše pozitivnih kritika dobila od recenzenata, koji su pohvalili njezinu složenu karakterizaciju i ranjivost, a Idina Menzel, koja joj je u izvornoj verziji posudila glas, naširoko je bila hvaljena zbog odlične vokalne izvedbe Else, a osobito pjesme Puštam sve. Također, postoje nepotvrđena izvješća da će Elsa biti primljena u Dineyev klub princeza, čime bi postača njegova 13. članica.

## Vanjske poveznice
- Službena stranica lika (engl.)